# Фабіо Галанте
Фабіо Галанте (італ. Fabio Galante, нар. 20 листопада 1973, Монтекатіні-Терме) — колишній італійський футболіст, що грав на позиції захисника.
Виступав, зокрема, за «Інтернаціонале» та «Торіно», а також молодіжну збірні Італії та олімпійську збірні Італії, ставши з першою дворазовим чемпіоном Європи, а з другою учасником Олімпійських ігор 1996 року у Атланті.

## Клубна кар'єра
Народився 20 листопада 1973 року в місті Монтекатіні-Терме. Вихованець футбольної школи клубу «Емполі». Дорослу футбольну кар'єру розпочав 1990 року в основній команді того ж клубу, яка грала в третьому дивізіоні чемпіонату Італії. Він швидко став основним захисником команди Лучано Спаллетті і через два роки пішов на підвищення в «Дженоа», яке заплатило за гравця 4 млрд лір. З «орлами» Фабіо став володарем Англо-італійського кубка у 1996 році.
Влітку того ж року Галанте перейшов у міланський «Інтернаціонале» за 5 млрд. лір. Незважаючи на високу конкуренцію він зміг закріпитися у складі. У 1998 році Фабіо став володарем Кубка УЄФА (хоча у фінальному матчі на поле не виходив), а також віце-чемпіоном Італії.
Своєю грою за останню команду привернув увагу представників тренерського штабу клубу «Торіно», до складу якого приєднався влітку 1999 року. Незважаючи на те, що нова команда в першому ж сезоні вилетіла в Серію B, Фабіо залишився в клубі і допоміг відразу повернутись назад в еліту. Втім 2003 року туринці знову вилетіли з Серії А, і після того як клуб у сезоні 2003/04 не зміг повернутись в вищий дивізіон, Галанте покинув клуб. Загалом Фабіо відіграв за туринську команду п'ять сезонів своєї ігрової кар'єри. Більшість часу, проведеного у складі «Торіно», був основним гравцем захисту команди.
У 2004 році він підписав контракт з «Ліворно». 2 жовтня 2005 року в матчі проти «Фіорентини» Фабіо забив свій перший гол за клуб. У 2008 році він разом з «Ліворно» вилетів у Серію B, але вже через рік допоміг їй повернутися назад. У 2010 році Галанте завершив професійну кар'єру.
У 2011 році був заявлений за аматорський клуб «Молін Нуово Понте» з Промоціоне Тоскана, сьомого дивізіону Італії. Там футболіст зіграв два матчі для порятунку команди від вильоту у матчах плей-оф.

## Виступи за збірні
1991 року дебютував у складі юнацької збірної Італії, взяв участь у 10 іграх на юнацькому рівні, відзначившись 2 забитими голами.
Протягом 1994—1996 років залучався до складу молодіжної збірної Італії, у складі якої виграв молодіжний чемпіонат Європи 1994 і 1996 років. Загалом на молодіжному рівні зіграв у 18 офіційних матчах, забив 4 голи.
У тому ж році в складі олімпійської збірної Італії Галанте взяв участь у Олімпійських іграх у Атланті. На турнірі він зіграв у матчах групового етапу проти збірних Мексики та Гани.

## Статистика виступів

### Статистика клубних виступів
| Сезон                      | Команда                    | Чемпіонат                  | Чемпіонат | Чемпіонат | Національний кубок | Національний кубок | Національний кубок | Континентальні кубки | Континентальні кубки | Континентальні кубки | Інші змагання | Інші змагання | Інші змагання | Усього | Усього |
| Сезон                      | Команда                    | Ліга                       | Ігор      | Голів     | Ліга               | Ігор               | Голів              | Ліга                 | Ігор                 | Голів                | Ліга          | Ігор          | Голів         | Ігор   | Голів  |
| -------------------------- | -------------------------- | -------------------------- | --------- | --------- | ------------------ | ------------------ | ------------------ | -------------------- | -------------------- | -------------------- | ------------- | ------------- | ------------- | ------ | ------ |
| 1996–97                    | «Інтернаціонале»           | A                          | 18        | 0         | КІ                 | ?                  | ?                  | КУЄФА                | 4                    | 0                    | -             | -             | -             | 22+    | 0      |
| 1997–98                    | «Інтернаціонале»           | A                          | 20        | 2         | КІ                 | 4                  | 0                  | КУЄФА                | 7                    | 0                    | -             | -             | -             | 31     | 2      |
| 1998–99                    | «Інтернаціонале»           | A                          | 23        | 1         | КІ                 | ?                  | ?                  | ЛЧ                   | 9                    | 1                    | -             | -             | -             | 32     | 1      |
| Усього за «Інтернаціонале» | Усього за «Інтернаціонале» | Усього за «Інтернаціонале» | 55        | 2         |                    | 4+                 | 0                  |                      | 20                   | 1                    |               | -             | -             | 79     | 3      |
| 1999–00                    | «Торіно»                   | A                          | 23        | 2         | КІ                 | 2                  | 0                  | -                    | -                    | -                    | -             | -             | -             | 25     | 2      |
| 2000–01                    | «Торіно»                   | B                          | 27        | 0         | КІ                 | 5                  | 0                  | -                    | -                    | -                    | -             | -             | -             | 32     | 0      |
| 2001–02                    | «Торіно»                   | A                          | 33        | 4         | КІ                 | 0                  | 0                  | -                    | -                    | -                    | -             | -             | -             | 33     | 4      |
| 2002–03                    | «Торіно»                   | A                          | 20        | 0         | КІ                 | 0                  | 0                  | Інт                  | 4                    | 0                    | -             | -             | -             | 24     | 0      |
| 2003–04                    | «Торіно»                   | B                          | 21        | 0         | КІ                 | 0                  | 0                  | -                    | -                    | -                    | -             | -             | -             | 21     | 0      |
| Усього за «Торіно»         | Усього за «Торіно»         | Усього за «Торіно»         | 124       | 6         |                    | 7                  | 0                  |                      | 4                    | 0                    |               | -             | -             | 135    | 6      |
| 2004–05                    | «Ліворно»                  | A                          | 26        | 0         | КІ                 | 0                  | 0                  | -                    | -                    | -                    | -             | -             | -             | 29     | 0      |
| 2005–06                    | «Ліворно»                  | A                          | 35        | 2         | КІ                 | 2                  | 0                  | -                    | -                    | -                    | -             | -             | -             | 37     | 2      |
| 2006–07                    | «Ліворно»                  | A                          | 32        | 1         | КІ                 | 1                  | 0                  | КУЄФА                | 7                    | 1                    | -             | -             | -             | 40     | 2      |
| 2007–08                    | «Ліворно»                  | A                          | 34        | 1         | КІ                 | 1                  | 0                  | -                    | -                    | -                    | -             | -             | -             | 35     | 1      |
| 2008–09                    | «Ліворно»                  | B                          | 13+2      | 1         | КІ                 | -                  | -                  | -                    | -                    | -                    | -             | -             | -             | 15     | 1      |
| 2009–10                    | «Ліворно»                  | A                          | 9         | 0         | КІ                 | 0                  | 0                  | -                    | -                    | -                    | -             | -             | -             | 0      | 0      |
| Усього за «Ліворно»        | Усього за «Ліворно»        | Усього за «Ліворно»        | 149+2     | 5         |                    | 4                  | 0                  |                      | 7                    | 1                    |               | -             | -             | 162    | 6      |
| Усього за кар'єру          | Усього за кар'єру          | Усього за кар'єру          | 3?2       | 13        |                    | 15+                | 0                  |                      | 31                   | 2                    |               | -             | -             | 376    | 15     |

## Титули і досягнення
- Володар Кубка УЄФА (1):

«Інтернаціонале»: 1997–98
- Чемпіон Європи (U-21) (2):

Італія U-21: 1994, 1996